# Anders Lindström (musiker)
Carl Anders Lindström, alias Boba Fett, född 19 juli 1969 i Linköping, är en svensk musiker och akademiker. Han är mest känd för att han spelade orgel och piano (och gitarr) i rockbandet The Hellacopters från 1997 och sedan bandet började spela igen 2016. Han var innan det med och bildade Katrineholmsgruppen The Diamond Dogs, där han var gitarrist. Lindström läste filosofi vid Stockholms universitet och blev sedan kvar där. Sedan tidig ålder har han kallats Boban, och när han blev medlem i The Hellacopters började han kallas för "Boba Fett", efter Star Wars-figuren med samma namn. Han spelade i Lars Winnerbäcks turnéband 2012 och 2013 och medverkar även på dennes album Hosianna från 2013.
När Hellacopters la ner 2008 återupptog Anders Lindström sina studier och har idag en doktorsexamen i litteraturvetenskap och forskar i tidig grekisk litteratur och filosofi vid Stockholms Universitet .